# ギュンター・ミュラー
ギュンター・ミュラー（Günter Müller、1954年10月20日 - ）は、ドイツのサウンド・アーティストで、元々はパーカッショニストおよびドラマーとして演奏し、主にフリー・インプロヴィゼーションで活動していた。彼は西ドイツのミュンヘンで生まれたが、1966年以来、スイスで生活している。

## 背景
もともとさまざまなジャズ・アンサンブルのドラマーだったミュラーは、フリー・インプロヴィゼーションに興味を持ち、さまざまな拡張テクニックを活用し始めた。ドラムセットを増幅するためにコンタクト・マイクロフォンを使用し、さまざまな電子効果を組み込んでおり、時にはiPodやミニディスク・レコーダーを使用してパフォーマンスをループしたり加工したりした。2000年頃からミュラーはエレクトロニクスをますます強調するようになり、時にはパーカッションを完全に放棄することもあった。批評家のブライアン・オレブニックは、彼を「現代の即興音楽において最も魅力的な共同制作者の一人であり……ほとんど緩和的な性質を持つ、微妙に変調されたサウンドを作り出す傾向があり、多くの場合、弾性のある流動的なリズム感覚を備えている」と評している。
ミュラーは、ナハトルフト（Nachtluft）、ポワールz、テイスト・トライブス（Taste Tribes）というグループの創設メンバーであり、ガスター・デル・ソル、クリスチャン・マークレー、キース・ロウ、ヴォイス・クラック、アルフレッド・23・ハルト、カート・リードワートらとコラボレーションしてきた。また、レコード・レーベル「for4ears」を設立している。